# Yum! Brands
Yum! Brands – amerykańskie przedsiębiorstwo z siedzibą w Louisville w stanie Kentucky, operujące w sektorze restauracji typu fast food, założone w 1997 roku. Pod markami spółki operuje prawie 43 tys. restauracji, w tym KFC, Pizza Hut oraz Taco Bell.
Struktura przedsiębiorstwa dzieli się na 5 oddziałów, w tym Yum China, który zajmuje się działalnością firmy na terenie Chin, YUM India, który zajmuje się działalnością na terenie Indii, a także oddziały KFC, Pizza Hut i Taco Bell, które zajmują się działalnością związaną z odpowiednimi markami w krajach innych, niż Chiny oraz Indie.
W 2015 roku na świecie funkcjonowały 42 692 restauracje pod markami przedsiębiorstwa, w tym blisko 9 tys. należało bezpośrednio do przedsiębiorstwa, prawie 31 tys. podlegało franczyzie, ponad 2 tys. licencji, a 796 należało do jednostek, w których przedsiębiorstwo posiada udziały. W sumie, na świecie znajdowały się 19 932 restauracje KFC, w tym 5003 restauracje w Chinach i 372 w Indiach, a także 16 063 restauracje Pizza Hut, w tym 1903 w Chinach oraz 432 w Indiach, a także 6407 restauracji Taco Bell, w tym 7 w Indiach.
Do spółki należą również sieć restauracji East Dawning oraz marka WingStreet.

## Historia
Historia przedsiębiorstwa sięga 1997 roku, kiedy w wyniku spin offu od PepsiCo oddzieliły się działy odpowiedzialne za zarządzanie Pizza Hut, KFC oraz Taco Bell, tworząc Tricon Global Restaurants. Nazwa spółki została zmieniona 16 maja 2002 roku na Yum! Brands.
W 2009 roku przedsiębiorstwo nabyło za kwotę około 103 mln USD 27% udziałów w Little Sheep, która posiada sieć restauracji w Chinach. W 2012 roku firma zwiększyła swój udział w Little Sheep do 93%, nabywając 66% udziałów za 584 mln dolarów. W 2012 roku w Chinach znajdowało się 451 restauracji Little Sheep, w 2015 roku liczba ta spadła do 255.
Do 2011 roku spółka była właścicielem marek Long John Silver’s oraz A&W Restaurants.